# 任远征
任远征（1936年—2024年11月1日），汉族，任弼时次女，中华人民共和国政治人物、第十一届全国政协委员。

## 生平
1936年出生在长征途中四川阿坝境内，加入中国共产党，担任中共中央纪委第三纪检监察室原主任。2008年，当选第十一届全国政协委员，代表中华全国妇女联合会，分入第二十组。